# Hanns Maria Lux
Hanns Maria Lux (eigentlich Johannes Maria Lux, * 17. Mai 1900 in Trier; † 11. September 1967 in Koblenz) war ein deutscher Jugendbuchautor und Reformpädagoge, dessen Werke in der Mitte des 20. Jahrhunderts hohe Auflagen erreichten. Bekannt wurde er darüber hinaus als Autor des Saarliedes „Deutsch ist die Saar“.

## Leben
Sein Vater war Prokurist der Trierer Landeszeitung und Mitinhaber des Trierer Bistumsblattes Paulinus. Als siebtes von zehn Kindern in eine an Literatur und Lyrik interessierte katholische Familie geboren, absolvierte der Junge Schule, Militärdienst und ein Lehramtsstudium an der Universität Bonn und kam 1920 noch während seines Studiums als Lehrer für Geschichte und Deutsch an die Knabenmittelschule in Saarbrücken. Diese wurde von dem Schulreformer Franz Joseph Niemann aufgebaut und geleitet, dessen enger reformpädagogischer Mitarbeiter Lux wurde. Hauptanliegen waren Lebensnähe, Kunsterziehung, ganzheitlicher Unterricht und eine menschliche Ansprache, weit entfernt von der bis dahin üblichen an Lernstoff und Schülergehorsam orientierten Unterrichtsmethode. 1924 legte Lux seine Mittelschullehrerprüfung ab. Zum Programm gehörten auch Unterrichtsgespräche, Gruppenarbeit, Klassenausflüge und Theateraufführungen und – 1924 eine völlige Neuheit – eine Schulfunksendung im soeben eingeführten Rundfunk. In den rund fünf Jahren seiner Tätigkeit in Saarbrücken erhielt Lux mehrere Hundert Unterrichtsbesuche aus dem In- und Ausland, sogar aus Südamerika und Island.
1926 verließ Lux Europa, als er von der chinesischen Regierung das Angebot erhielt, für drei Jahre deutsche Sprache und Literatur an der chinesisch-deutschen Tongji-Universität in Shanghai zu lehren. Lux bekam von der Stadt Saarbrücken keinen mehrjährigen Urlaub genehmigt, so dass er den Verlust seiner Stelle in Kauf nahm. Nach China gelangte er auf dem Landweg über Russland und die Mongolei. Aus seiner Zeit in China, die er mit Aufenthalten in Japan, Korea, Indien und Indonesien verbinden konnte, stammen Zeitungsveröffentlichungen mit Reiseberichten und Übersetzungen chinesischer und japanischer Lyrik.
1929 kehrte er nach Deutschland zurück und betätigte sich nun als Sachbuchautor und arbeitete an ersten Romanen. Ab 1931 war er als Lehrer für Deutsch und Geschichte an der St. Kastor-Schule in Koblenz tätig, daneben als Roman- und Jugendbuchautor. 1933 heiratete er Magdalena Schnaas, gleichfalls Pädagogin, die einen der größten und pädagogisch durchdachtesten Schulgärten Deutschlands anlegte. Die Ehe blieb kinderlos. Lux sammelte Ostasiatika.
Lux trat am 1. Juli 1933 dem Nationalsozialistischen Lehrerbund (NSLB) bei, am 10. August 1937 beantragte er die Aufnahme in die NSDAP und wurde rückwirkend zum 1. Mai desselben Jahres aufgenommen (Mitgliedsnummer 5.943.954). Am 12. Juli 1938 wurde er Mitglied der Reichsschrifttumskammer (RSK). 1941 erhielt Lux den Moselland-Kulturpreis und wurde im gleichen Jahr zum kommissarischen Leiter der Reichsschrifttumskammer im Gau Moselland berufen. Im Dezember 1943 wurde Lux für das Jugendbuch „Felix und die Gesellschaft der roten Laternen“ mit dem Hans-Schemm-Preis für das deutsche Jugendschrifttum 1942 ausgezeichnet.
Nach 1945 wurde er unter Heranziehung von zwölf Zeugen, die entlastende Erklärungen zu seinen Gunsten abgaben, entnazifiziert und war (nach Strafversetzung und Kürzung der Bezüge) wieder als Lehrer und Jugendbuchautor tätig. Allerdings gelang es ihm, wie auch seinem Umfeld, seine tatsächliche Rolle im Dritten Reich zu verschleiern und sich als Gegner der Nationalsozialisten zu präsentieren. So hatte er unter anderem seinen Schülern eine genaue Anleitung zukommen lassen, wie sie ein möglichst wirksames Entlastungsschreiben formulieren sollten. Tatsächlich hatte Lux, neben seiner Parteimitgliedschaft, aktiv die Nähe nationalsozialistischer Funktionäre gesucht. Andererseits hatte er sich aber auch für verfolgte Personen eingesetzt, so dass seine Rolle im Dritten Reich ambivalent erscheint.
In der Sowjetischen Besatzungszone wurden seine Schriften Das Herz der Saar (Saarbrücker Druckerei und Verlag, Saarbrücken 1934), Der schwere Gang (Eher, München 1940), Felix und die Gesellschaft der roten Laternen (Enßlin & Laiblin, Reutlingen 1941) und Das große Signal (Limpert, Berlin 1943) auf die Liste der auszusondernden Literatur gesetzt.
Sowohl während der NS-Zeit als auch danach erfreuten sich seine Jugendbücher großer Beliebtheit und erreichten eine Gesamtauflage von etwa einer Million Exemplaren, sind heute jedoch weitgehend vergessen. Lux erhielt den Förderpreis des Landes Rheinland-Pfalz und schließlich 1960 auf Anregung des rheinland-pfälzischen Ministerpräsidenten Peter Altmeier das Bundesverdienstkreuz 1. Klasse. Im literarischen Leben der Stadt Koblenz spielte er eine wichtige Rolle; 1960 wurde er Ehrenbürger seines Wohnortes Oberwesel, nach seinem Tod wurde eine Straße in Koblenz nach ihm benannt. Diese Benennung geriet in jüngerer Zeit wegen seiner Nähe zu den Nationalsozialisten in die Kritik. Eine von der Stadt Koblenz eingesetzte Kommission kam zu dem Ergebnis, dass Lux zweifellos mehr als ein bloßer Mitläufer der Nationalsozialisten, aber auch kein brutaler Täter gewesen sei. Mit dem heutigen Wissen und Bewusstsein würde daher keine Straße mehr nach ihm benannt werden, von einer Umbenennung der Straße solle jedoch abgesehen werden um den Straßennamen als Geschichtszeugnis für den Umgang mit NS-belasteten Personen nach 1945 zu erhalten.
Lux war seit 1930 Mitglied der katholischen Studentenverbindung KAV Suevia Berlin.

## „Deutsch ist die Saar“
Sein bekanntestes Werk ist der Text zum Saarlied, den er 1920 in Saarbrücken für eine Klassenfahrt auf die Melodie des Steigerlieds dichtete. Das patriotische Lied, das mit „Deutsch ist die Saar“ beginnt, wurde von Mund zu Mund und ab 1921 auch im Druck verbreitet und war vor allem während des Wahlkampfs zur Volksabstimmung am 13. Januar 1935 über den Wiederbeitritt des Saargebiets zum Deutschen Reich sowohl im Saargebiet als auch im Deutschen Reich äußerst populär. Es existieren zahlreiche zeitgenössische Schallplattenaufnahmen. Der Text lautet:
Deutsch ist die Saar, deutsch immerdar,

Und deutsch ist unseres Flusses Strand

Und ewig deutsch mein Heimatland,

Mein Heimatland, mein Heimatland.

Deutsch schlägt das Herz stets sonnenwärts

deutsch schlug’s, als uns das Glück gelacht

deutsch schlägt es auch in Leid und Nacht

in Leid und Nacht

Deutsch bis zum Grab, Mägdlein und Knab’

deutsch ist das Lied und deutsch das Wort

Deutsch ist der Berge schwarzer Hort

schwarzer Hort

Reicht euch die Hand, schlinget ein Band

um junges Volk, das deutsch sich nennt

in dem die deutsche Sehnsucht brennt

Mutter, nach dir

Der Himmel hört’s! Jung Saarvolk schwört’s

Lasst uns es in den Himmel schrei’n

Wir wollen niemals Knechte sein

nie Knechte sein!

## Werke
Gedichte
- Wanderlieder, Saarbrücken 1920.
- Das Saarlied, Erstdruck Saarbrücken 1921 anonym, ab 1925 mit Namensnennung.
- Das ist der Tag des Herrn, Saarbrücken 1924.
- Saar-Sänger-Bundesspruch, Saarbrücken 1925.
- Schwur des Volkes, Heidelberg 1933.
- Beim ersten Morgenschein, Reutlingen 1949.
- Trost und Erschütterung, Reutlingen 1974, posthum.

Bühnenstücke
- Das Herz der Saar, Saarbrücken 1934.

Romane, Sach- und Jugendbücher, Biografische Erzählungen
- Das Meer – in Wort und Bild, Sachbuch, Reutlingen 1929.
- Das große Signal, Jugendroman, Berlin 1937.
- Der schwere Gang, Roman, München:Eher 1938.
- Tanzmädchen Tanja, Roman, Leipzig 1938.
- Kapitän Ankersen und die Haifische, Jugendbuch, Reutlingen 1940.
- Felix und die Gesellschaft der roten Laternen, Jugendroman, Reutlingen 1941.
- Die Verschwörung der 47 Samurai, Nacherzählung, Leipzig:Reclam 1942.
- Das schöne Fräulein O., Erzählungen, Leipzig 1943.
- Der geheimbde Rath und die Kinder, Jugendbuch, Reutlingen 1949.
- Beim Herrn Geheimrat – ein Tag im Leben Goethes, Biografische Erzählung, Murnau 1950.
- Japan, Sachbuch, Murnau 1950.
- Eduard Mörike, Biografische Erzählung, München 1951.
- Josef von Eichendorff – der letzte Dichter der Romantik, Biografische Erzählung, München 1952.
- Matthias Claudius, Biografische Erzählung, München 1953.
- Das Mädchen aus dem Bambuswald. Eine seltsame Geschichte aus dem alten Japan, Nacherzählung, Reutlingen 1954.
- Der junge Schiller – Kämpfer für Freiheit und Menschenwürde, Biografische Erzählung, München 1954.
- Der Rebell und der Herzog, Jugendbuch, Reutlingen 1955.
- Wolfgang und die Kaiserin, Jugendbuch, Reutlingen 1956.
- Auf Du und Du mit Bad Neuenahr, Neuwied [1958].
- Das Tor: Blick in das Leben einer Schule, Koblenz 1959.
- Erfinder, Forscher, Weltenfahrer, Murnau 1959.
- Die Jungfrau vom geschmeidigen Bambus, Stuttgart:Reclam 1963.
- Die Nacht von Kaub, Boppard 1964.
- Der junge Beethoven, Jugendbuch, Reutlingen 1965.
- Oberwesel, die Stadt der Türme und des Weines, Oberwesel [1969], posthum.